# Ruuttijärvet (Tärendö socken, Norrbotten, 747679-179615)
Ruuttijärvet är en sjö i Pajala kommun i Norrbotten och ingår i Kalixälvens huvudavrinningsområde.